# Thermoproteus
Genre
Espèces de rang inférieur
- Thermoproteus tenax
- Thermoproteus uzoniensis

Thermoproteus est un genre d'archées de la famille des Thermoproteaceae. Il s'agit de microorganismes hyperthermophiles autotrophes flagellés en forme de bâtonnets qui se développent en réduisant le soufre ; lorsqu'elles sont cultivées, ces archées croissent cependant bien plus rapidement par respiration avec le soufre. Leur membrane cellulaire est constituée de lipides particuliers formés de dérivés du glycérol lié par des liaisons éther (et non ester) à des acides gras ramifiés à 20 ou 40 atomes de carbone. Les doubles liaisons sont généralement conjuguées. Comme chez l'ensemble des Crenarchaeota, la membrane cellulaire est constituée d'une simple couche lipidique dont les molécules sont constituées de deux extrémités polaires autour d'un segment aliphatique. Les bâtonnets ont une longueur de 4  à   100 μm et se reproduisent par bourgeonnement à l'extrémité des cellules.
Ces archées ont été retrouvées dans les sources chaudes acides d'Islande, d'Italie, d'Amérique du Nord, de Nouvelle-Zélande, des Açores et d'Indonésie. Leur température optimale de développement est d'environ 85 °C.